# Liste des camps de prisonniers de guerre du IIIe Reich

Liste des camps de prisonniers de guerre du IIIe Reich par District militaire (en allemand : Wehrkreis, pluriel Wehrkreise).

## Types de camps
- Dulag ou Durchgangslager : camp de transit. Deux : le Dulag nord à Wilhelmshaven et le Dulag luftlager (aviation) à Oberursel[1].
- Frontstalag : camp de prisonniers dans les territoires français occupés, au nombre de 62[1].
- Ilag/Jlag ou Internierungslager : camp d'internement pour civils.
- Luftlager ou Luftwaffe-Stammlager : (camp Luftwaffe) administré par l'aviation et destiné aux aviateurs y compris les officiers, au nombre de 15.
- Marlag ou Marine-Lager : administré par la Marine et destinés aux marins, au nombre de 6.
- Milag ou Marine-Internierten-Lager : administré par la Marine et destinés aux marins des marines marchandes.
- Oflag ou Offizier-Lager : camp pour officiers, au nombre de 49[1].
- Stalag ou Stammlager : camp pour les soldats et sous-officiers, au nombre de 54[1].

## Liste des camps par district militaire,

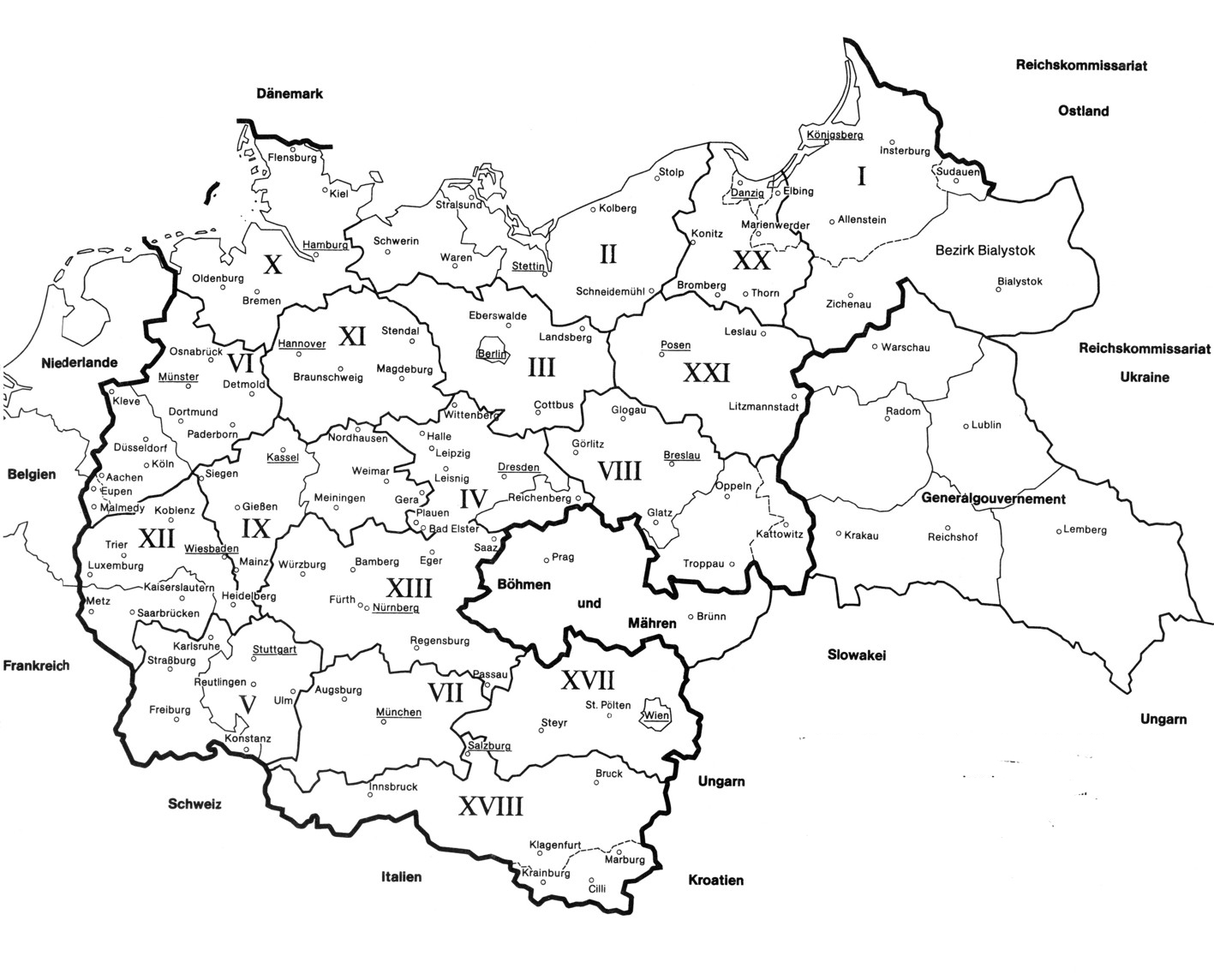
Les districts militaires en Allemagne en 1943-1944.

## Liste des camps par district militaire[2],[3]

### District militaire I
Wehrkreis I (Prusse-Orientale, Poméranie occidentale)
- Stalag I-A Stablack en allemand, anciennement Eylau, aujourd'hui Bagrationovsk, oblast de Kaliningrad, Russie.
- Stalag I-B Hohenstein en allemand, Olsztynek en polonais, Voïvodie de Varmie-Mazurie (Pologne).
- Stalag I F Sudauen en allemand 1941–1944, Suwałki en polonais, Voïvodie de Podlachie (Pologne).
- Stalag Luft I Barth, Poméranie occidentale (Allemagne).

### District militaire II
Wehrkreis II (Mecklembourg-Poméranie-Occidentale)
- Oflag II-A Prenzlau, Land de Brandebourg (Allemagne).
- Oflag II-B Arnswalde en allemand, Choszczno en polonais, Pologne.
- Oflag II-C Woldenberg en allemand, Dobiegniew en polonais, Pologne.
- Oflag II-D Gross Born en allemand, Borne Sulinowo en polonais, Pologne.
- Oflag II-E Neubrandenbourg, Allemagne.

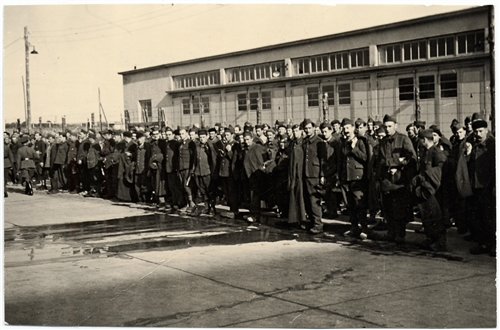
Stalag II-C en juin 1942.

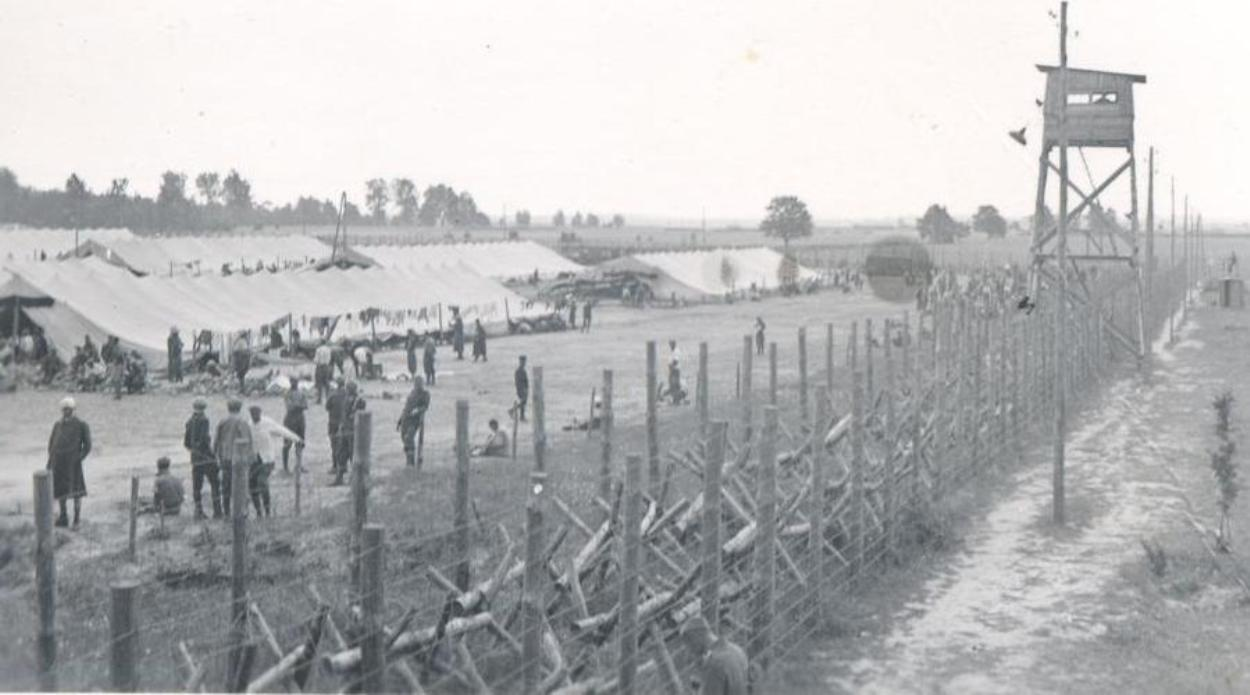
Stalag II-D Stargard.

- Stalag II-A Neubrandenbourg, Allemagne.
- Stalag II-B Hammerstein/Schlochau en allemand, Czarne/Czluchow en polonais, Pologne.
- Stalag II-C Greifswald, Allemagne.
- Stalag II-D Stargard, Pologne.
- Stalag II-E Schwerin, Allemagne.
- Stalag II H Rederitz en allemand, Nadarzyce en polonais, Pologne.
- Stalag Luft II Litzmannstadt en allemand, Łódź en polonais, Pologne.

### District militaire III
Wehrkreis III (Neumark et Brandebourg)
- Oflag III-A Luckenwalde, Allemagne.
- Oflag III-B Tibor/Zuellichau en allemand, Ciborz/Sulechów en polonais, Pologne.
- Oflag III-C Lübben-Spreewald, Allemagne.

- Stalag III-A Luckenwalde, Allemagne.
- Stalag III-B Fürstenberg (Oder) commune aujourd'hui fusionnée avec Eisenhüttenstadt, Allemagne.
- Stalag III-C (en) Alt-Drewitz en allemand et en Allemagne avant 1945, Drzewica (Lubusz), depuis 1945 en Pologne.
- Stalag III-D Berlin, Allemagne.

- Stalag Luft III Sagan en allemand, Żagań en polonais, Pologne.

### District militaire IV
Wehrkreis IV (Saxe, Thuringe Est et Nord de la Bohême)
- Oflag IV-A Hohnstein, Allemagne.
- Oflag IV-B Königstein, Allemagne.
- Oflag IV-C Colditz, Allemagne.
- Oflag IV-D Elsterhorst, Allemagne.

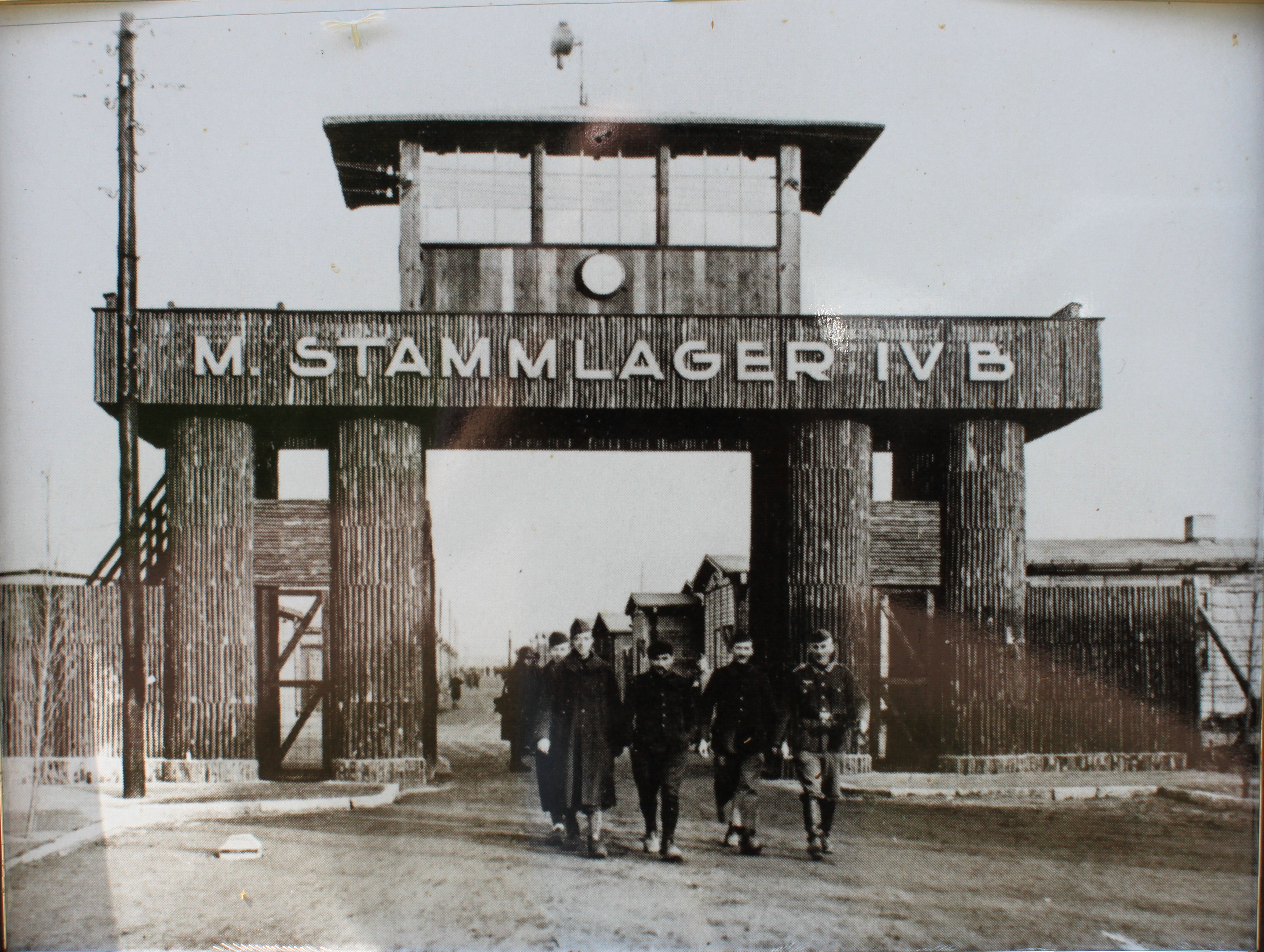
StaLag IV-B.

- Stalag IV-A Elsterhorst, Allemagne.
- Stalag IV-B Mühlberg (Elbe), Allemagne.
- Stalag IV-C Wistritz bei Teplitz, Tchécoslovaquie.
- Stalag IV-D Torgau, Allemagne.
- Stalag IV-E Altenbourg, Allemagne.
- Stalag IV-F Hartmannsdorf, Allemagne.
- Stalag IV-G Oschatz, Allemagne.

- Stalag Luft IV Gross-Tychow, Pologne.
- Stalag Luft IV Beinia

### District militaire V
Wehrkreis V (Bade-Wurtemberg et Alsace)
- Oflag V-A Weinsberg
- Oflag V-B Biberach
- Oflag V-C Wurzach

- Stalag V-A Ludwigsbourg
- Stalag V-B Villingen
- Stalag V-C Wildberg
- Stalag V-D Strasbourg
- Stalag Luft V Halle

### District militaire VI
Wehrkreis VI (Westphalie, nord de la Rhénanie et Est de la Province de Liège)
- Oflag VI Tost/Oppeln
- Oflag VI-A Soest
- Oflag VI-B Doessel-Warburg
- Oflag VI-C Eversheide/Osnabrück
- Oflag VI-D Münster
- Oflag VI-E Dorsten

- Stalag VI-A Hemer/Iserlohn
- Stalag VI-B Neu-Versen/Emsland
- Stalag VI-C Bathorn/Grafschaft Bentheim
- Stalag VI-D Dortmund
- Stalag VI-F Bocholt
- Stalag VI-G Bonn-Duisdorf
- Stalag VI-H Arnoldsweiler/Dueren
- Stalag VI-J S.A. Lager Fichtenhein/Krefeld
- Stalag VI-K Stukenbrock

### District militaire VII
Wehrkreis VII (sud de la Bavière)
- Oflag VII-A Murnau à Murnau am Staffelsee
- Oflag VII-B Eichstätt
- Oflag VII-C/H Laufen
- Oflag VII-C/Z Tittmoning

- Stalag VII-A Moosburg an der Isar
- Stalag VII-B Memmingen
- Stalag Luft VII-A Bankau
- Oflag VII Laufen

### District militaire VIII
Wehrkreis VIII (Silésie et Sudètes)
- Oflag VIII-A Kreuzburg/Oppeln
- Oflag VIII-B Silberberg
- Oflag VIII-C Juliusburg
- Oflag VIII-D Teschen/Gleiwitz
- Oflag VIII-E Johannisbrunn
- Oflag VIII-F Moravská Třebová
- Oflag VIII-G Weidenau/Freiwaldau
- Oflag VIII-H/H Oberlangendorf/Sternberg
- Oflag VIII-H/Z Eulenberg/Roemerstadt

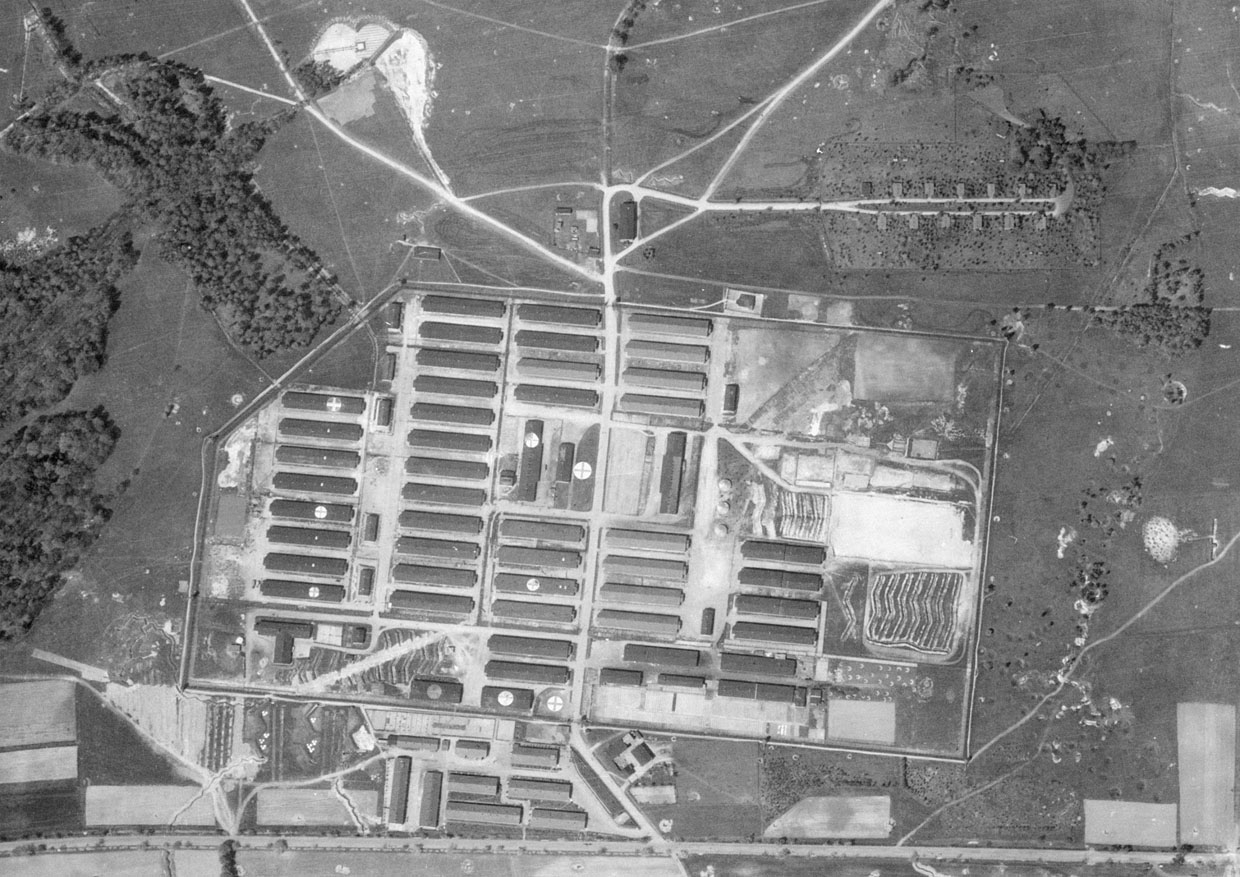
Stalag VIII A en mai 1945.

- Stalag VIII-A Görlitz
- Stalag VIII-B Lamsdorf
- Stalag VIII C Żagań
- Stalag 344/VIII-B Lamsdorf
- Stalag 318/VIII-F Lamsdorf

### District militaire IX
Wehrkreis IX (Hesse et ouest Thuringe)
- Oflag IX-A/H Burg Spangenberg
- Oflag IX-A/Z Rotenburg an der Fulda
- Oflag IX-B Weilbourg/Lahn

- Stalag IX-A Ziegenhain
- Stalag IX-B Wegscheide/Bad Orb
- Stalag IX-C[4] Bad Sulza

### District militaire X
Wehrkreis X (Schleswig-Holstein et nord de Basse-Saxe)
- Oflag X Hohensalza-Montwy en allemand, Inowrocław en polonais, Pologne
- Oflag X-A Itzehoe
- Oflag X-B Nienburg/Weser
- Oflag X-C Lübeck
- Oflag X-D Fischbeck-Hambourg

- Stalag X-A Schleswig
- Stalag X-B Sandbostel
- Marlag und Milag Nord Sandbostel
- Stalag X-C Nienburg/Weser

### District militaire XI
Wehrkreis XI (Saxe-Anhalt et le sud de Basse-Saxe).
- Oflag XI-A Osterode

- Stalag XI-A Altengrabow
- Stalag XI-B Fallingbostel
- Stalag Luft XI-B

### District militaire XII
Wehrkreis XII  (Eifel, Palatinat, Sarre, Lorraine et Luxembourg)
- Oflag XII-A Hadamar/Limburg an der Lahn
- Oflag XII-B Mayence

- Stalag XII-A Limburg an der Lahn
- Stalag XII-B Frankenthal/Palatinate
- Stalag XII-C Wiebelsheim/Rhein
- Stalag XII-D Trier/Petrisberg (Trèves)
- Stalag XII-E Metz (Lorraine)
- Stalag XII-F Sarrebourg puis Forbach (Lorraine)

### District militaire XIII
Wehrkreis XIII (nord de la Bavière et l'ouest de la Bohême)
- Oflag XIII A Nuremberg
- Oflag XIII-B Hammelburg
- Stalag XIII-A Bad Sulzbach
- Stalag XIII-B Weiden/Oberpfalz
- Stalag XIII-C Hammelburg/Mainfranken
- Stalag XIII-D Nuremberg-Langwasser

### District militaire XVII
Wehrkreis XVII (Autriche, Sud de la Bohême et Moravie)
- Oflag XVII-A Döllersheim

- Stalag XVII-A Kaisersteinbruch
- Stalag XVII-B Krems-Gneixendorf
- Stalag Luft XVII-B

### District militaire XVIII
Wehrkreis XVIII (Styrie, Carinthie, Tyrol, nord de la Slovénie, nord de la Moravie)
- Oflag XVIII-A Lienz/Drau
- Oflag XVIII-B Wolfsberg/Kärnten
- Oflag XVIII-C Spittal/Drau

- Stalag XVIII-A Wolfsberg
- Stalag XVIII-AZ Spittal
- Stalag XVIII-B Oberdrauburg
- Stalag XVIII-C Markt-Pongau
- Stalag XVIII-D Marbourg

### District militaire XX
Wehrkreis XX (Prusse-Occidentale et Dantzig)
- Oflag XXI-A Schokken (Pologne)
- Oflag XXI-B Schoken (Pologne)
- Oflag XXI-C Schubin/Schokken (Pologne)
- Oflag XXI-C/Z Grune bei Lissa (Pologne)

- Stalag XX-A Thorn (Pologne)
- Stalag 312 Thorn (Pologne)
- Stalag XX-B Marienburg
- Stalag XXI-A Schildberg (Pologne)
- Stalag XXI-B Schubin (Pologne)
- Stalag XXI-B Thure (Pologne)
- Stalag XXI-C/H Wollstein (Pologne)
- Stalag XXI-C/Z Graetz
- Stalag XXI-D Posen (Pologne)

### Autres camps
- Oflag 39 Rosenthal-Brux, République tchèque.
- Oflag 52 Ebenrode, Russie.
- Oflag 53 Heydekrug en allemand, Šilutė en lituanien, Lituanie.
- Oflag 53 Pogegen, Lituanie.
- Oflag 54 Annaburg, Allemagne.
- Oflag 55 Offenburg, Allemagne.
- Oflag 56 Prostken en allemand, Prostki en polonais, Pologne.
- Oflag 57 Ostrołęka, Pologne.
- Oflag 58 Siedlce, Pologne.
- Oflag 60 Neustadt, Lettonie.
- Oflag 60 Schirwindt, Russie.
- Oflag 62 (XIIID) Nürnberg-Langwasser, Allemagne.
- Oflag 63 Prokuls, Lituanie.
- Oflag 64 Alt-Burgund en allemand à l'époque, Schubin en allemand aujourd'hui, Szubin en polonais, Pologne.
- Oflag 64 Wahlstatt en allemand, Legnica en polonais, Pologne.
- Oflag 64/Z Schokken en allemand, Skoki en polonais, Pologne.
- Oflag 65 Strasbourg, France.
- Oflag 65 Wurzach (Bad Wurzach aujourd'hui), Allemagne.
- Oflag 65 Berkenbrugge en allemand, Brzezina en polonais (Pologne).
- Oflag 65 Schaulen en allemand, Šiauliai en lituanien, Lituanie.
- Oflag 66 Osnabrück-Eversheide, Allemagne.

- Stalag 56 Prostken en allemand, Prostki en polonais, (Pologne).
- Stalag 302 Gross Born, Groß Born en allemand, anciennement Linde en polonais, (Pologne).
- Stalag 307 Biała Podlaska (Pologne).
- Stalag 307 Dęblin (Pologne).
- Stalag 313 Czarne (Pologne).
- Stalag 315 Przemyśl (Pologne).
- Stalag 319 Chełm (Pologne).
- Stalag 323 Gross Born, Groß Born en allemand, anciennement Linde en polonais, (Pologne).
- Stalag 325 Zamość (Pologne).
- Stalag 325 Rawa Ruska (en Pologne à l'époque, aujourd'hui en Ukraine).
- Stalag 327 Jarosław (Pologne).
- Stalag 328 Lemberg (Pologne, aujourd'hui Ukraine).
- Stalag 333 Ostrów Komorowo (Pologne).
- Stalag 340 Daugavpils (forteresse) (Dünaburg, Lettonie actuelle).
- Stalag 344 Vilnius (Lituanie).
- Stalag 350 Riga (Lettonie).
- Stalag 351 Priimetsa (Estonie) (Kriegsgefangenenlager Priimetsa (de)).
- Stalag 351 Berkenbrugge en allemand, Brzezina en polonais (Pologne).
- Stalag 359 Poniatowa (Pologne).
- Stalag 366 Siedlce (Pologne).
- Stalag 369 Cracovie (Pologne).
- Stalag 369 Kobierzyn (Pologne).

### Camps de la Luftwaffe
- Dulag Luft Oberursel (Taunus) (Allemagne).

- Stalag Luft Francfort-sur-le-Main (Allemagne).
- Stalag Luft S Sudauen (Pologne).
- Stalag Luft 1 Barth (Allemagne).
- Stalag Luft 2 Litzmannstadt (Pologne).
- Stalag Luft 3 Sagan en allemand, Żagań en polonais (aujourd'hui en Pologne).
- Stalag Luft 4 Beinia (aujourd'hui en Pologne).
- Stalag Luft 4 Groß Tychow (aujourd'hui en Pologne).
- Stalag Luft 5 Wolfen (Allemagne).
- Stalag Luft 6 Heydekrug (Lituanie).
- Stalag Luft 7 Moritzfelde bei Wehlau, enclave russe de Kaliningrad

#### Camps de la Luftwaffe dans les districts militaires
- Stalag Luft Sudauen (Pologne).
- Stalag Luft VIII B Lamsdorf (aujourd'hui en Pologne).
- Stalag Luft XI B Fallingbostel (Allemagne).
- Stalag 357 (XI D) Oerbke (Allemagne).
- Stalag Luft XVII B Krems (Autriche).

### Camps de la marine
- Marine Dulag Gotenhafen (Pologne).
- Marlag Sandbostel
- Marlag und Milag Nord Westertimke
- Marlag Rügenwalde Rügenwalde (aujourd'hui en Pologne).
- Marlag Stettin Stettin (aujourd'hui en Pologne).
- Marlag Gotenhafen Gotenhafen (Pologne).

### Internierungslager[5]

#### Autriche
- Ilag XVIII Spittal, de 09/44 à ?/45

#### Tchécoslovaquie
- Ilag IV Eisenberg en allemand, Jezeří (de) en tchèque (après le camp de Ulbersdorf en allemand, Albrechtice u Mostu en tchèque), 01/44 à 12/44

#### France
- Ilag Besançon (ex Frontstalag 142)
- Ilag Clermont, de 03/44 à 08/44
- Ilag Compiègne, de 06/41 à 09/44
- Ilag Drancy, de ?/40 à 08/44
- Ilag Giromagny, de 11/43 à 03/44
- Ilag Rouen, de ? à 08/42
- Ilag Saint-Denis, de ? à 08/44
- Ilag Vittel (ex Frontstalag 121), de 04/41 à 05/44
- Ilag Chantilly (stalag 204), de 40 à 45

#### Allemagne
- Ilag 6 Bad Godesberg, de 11/42 à ?/45
- Ilag Bad Neuenahr (Bad Neuenahr-Ahrweiler aujourd'hui), de 10/43 à 10/43
- Ilag VB Biberach, de 12/42 à 04/45
- Ilag Buchenwald, de 08/41 à 05/45
- Ilag Dachau, de ?/41 à 05/45
- Ilag 6 Dorsten, de 09/39 à 11/42
- Ilag VII Laufen et Tittmoning, de 01/42 à 05/45
- Ilag Liebenau, de ?/41 à ?/45
- Ilag 10 Sandbostel, de 04/41 à ?/42
- Ilag VII/Z Tittmoning, de 02/42 à ?/45
- Ilag 3 Treuenbrietzen, de ? à ?
- Ilag XIII Wülzburg, de 09/39 à 04/45
- Ilag VZ Wurzach (Bad Wurzach aujourd'hui), de ?/42 à 04/45

#### Pays-Bas
- Ilag Haaren, de 09/41 à 10/44

#### Pologne
- Ilag 21 Chludowo, de ? à ?
- Ilag (Oflag 6) Kreuzburg en allemand, Kluczbork en polonais, de 01/44 à 04/44
- Ilag (Stalag 344) Kreuzburg en allemand, Kluczbork en polonais, de 05/44 à 01/45
- Ilag VIII/Z Kreuzburg en allemand, Kluczbork en polonais, de 07/42 à 11/43
- Ilag Tost en allemand, Toszek en polonais, de 10/40 à 03/41
- Ilag VIII Tost en allemand, Toszek en polonais, de 03/41 à 06/42
- Ilag VIII/H Tost en allemand, Toszek en polonais, de 06/42 à 11/43